# Nelson Goodman
Nelson Goodman (Somerville, 7 agosto 1906 – Needham, 25 novembre 1998) è stato un filosofo statunitense.

## Biografia
Nato nel 1906 a Somerville, nel Massachusetts, già studente e poi docente all'Università di Harvard, fondatore e per dieci anni responsabile del "Project Zero" presso la Harvard Graduate School of Education, direttore di una galleria d'arte a Boston, Goodman è stato tra gli esponenti di spicco della filosofia analitica americana. È noto per i suoi contributi alla logica (controfattuali, mereologia, induzione), all'ontologia (irrealismo) e all'estetica. Nel libro Fatti, ipotesi e previsioni, inoltre, ha ideato un nuovo tipo di paradosso dell'induzione, che prende il nome di paradosso di Goodman.
Tra la fine degli anni quaranta e i primi anni cinquanta le sue posizioni coincidevano in parte con quelle di Willard Van Orman Quine, soprattutto nel propugnare un tipo di nominalismo che egli stesso chiamò "super-estensionalismo". Successivamente i suoi interessi per il linguaggio si approfondirono principalmente nella direzione di una vera e propria "filosofia delle forme simboliche".
È morto a Needham, a novantadue anni, nel 1998.

## Pensiero
I titoli dei principali scritti di Goodman testimoniano di questa progressiva evoluzione. Particolarmente in Ways of Worldmaking Goodman porta avanti la tesi enunciata nella prefazione editoriale alla terza edizione di La struttura dell'apparenza (apparsa nel 1977), ossia che "il mondo non abbia, in se stesso, una struttura anziché un'altra [...]. La sua struttura dipende dai modi in cui lo consideriamo, e da ciò che facciamo [... E] ciò che facciamo, in quanto esseri umani, è parlare e pensare, costruire, agire e interagire [...] noi costituiamo i nostri mondi costruendoli". La creatività estetica è qui considerata come il modo per eccellenza di realizzare questi pensieri-costruzioni-azioni-interazioni.
Ulteriormente significativo di questo indirizzo è il testo del 1988 Reconceptions in Philosophy and other Arts and Sciences, nel quale Goodman ripensa il confronto tra le diverse "fabbricazioni del mondo" attraverso l'attività congiunta di filosofia, arti, scienze e mondo della vita quotidiana.

## Opere
- Verso un nominalismo costruttivo (1947, Steps towards a Constructive Nominalism, in collaborazione con Willard Van Orman Quine)
- La struttura dell'apparenza (1951, The structure of appearance), tr. Alberto Emiliani, Bologna: Il Mulino, 1985 ISBN 88-15-00796-2
- Fatti, ipotesi e previsioni (1954, Facts, Fiction, and Forecast), tr. Carlo Marletti, Bari: Laterza, 1985 ISBN 88-420-2586-0
- I linguaggi dell'arte (1968, Languages of art), introduzione e cura di Franco Brioschi, Milano: Il Saggiatore, 1976, 1991, 1998, 2003, 2008 ISBN 978-88-565-0032-5
- Problemi e progetti (1972, Problems and projects)
- Vedere e costruire il mondo (1978, Ways of worldmaking), tr. Carlo Marletti, Bari: Laterza, 1988, 2008 ISBN 978-88-420-8542-3
- Architettura formativa (con John Dewey), a cura di Simona Chiodo, Milano: Unicopli, 2008 ISBN 978-88-400-1279-7
- Arte in teoria, arte in azione, a cura di Paolo Fabbri, Milano: Et al., 2010 ISBN 978-88-646-3004-5
- Ripensamenti. In filosofia, altre arti e scienze (con Catherine Z. Elgin), Milano: Et al., 2011 ISBN 978-88-646-3031-1